# Piotrowiec (Pieniężno)
Piotrowiec (deutsch Peterswalde) ist ein Dorf in der polnischen Woiwodschaft Ermland-Masuren. Es gehört zur Stadt- und Landgemeinde Pieniężno (Mehlsack) im Powiat Braniewski (Kreis Braunsberg).

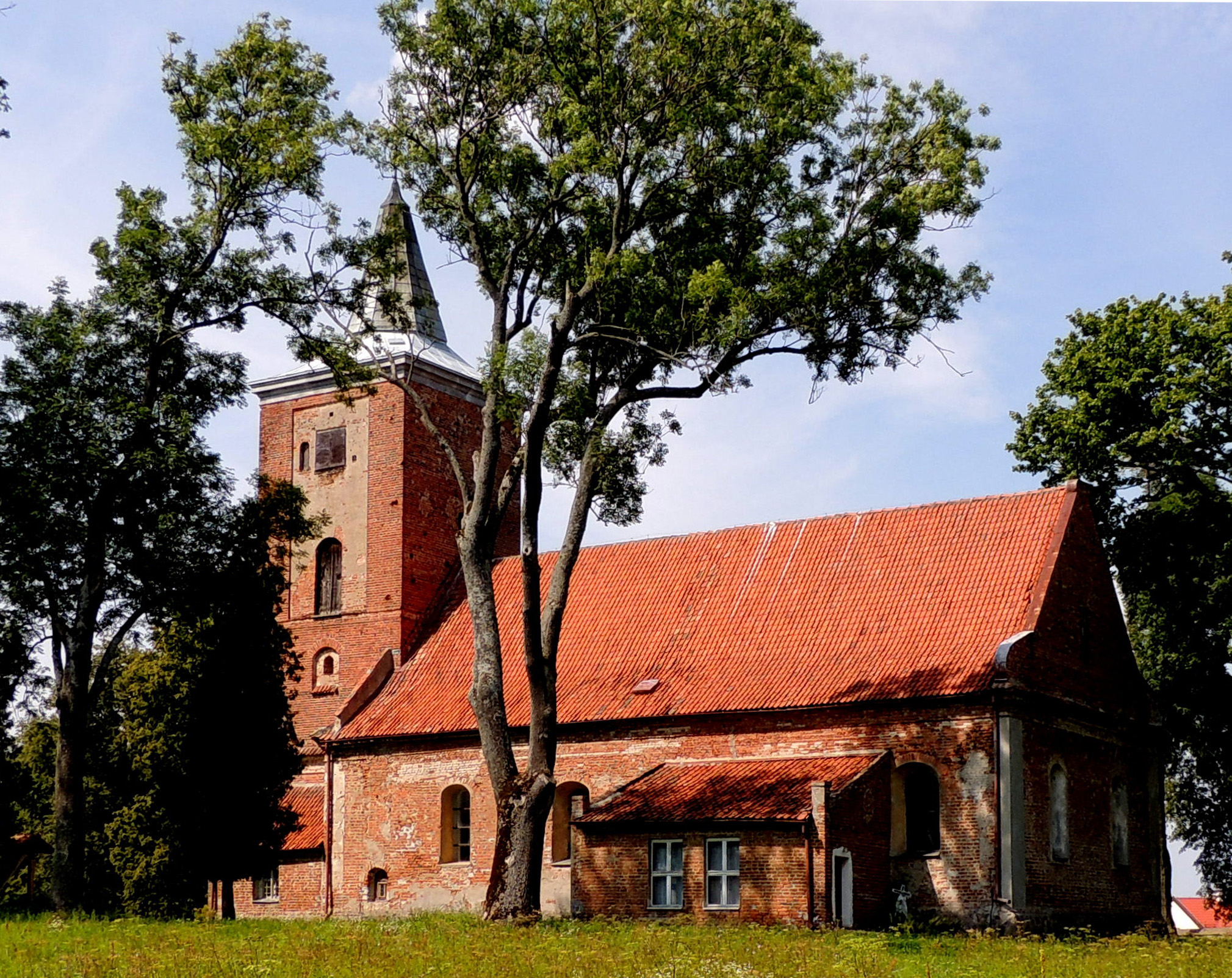
Dorfkirche Piotrowiec

## Geographische Lage
Piotrowiec liegt im Nordwesten der Woiwodschaft Ermland-Masuren, 20 Kilometer südöstlich der Kreisstadt Braniewo (Braunsberg).

## Geschichte

### Ortsgeschichte
Das alte Kirchdorf Petirswalde wurde 1326 gegründet, und 1330 die Handfeste verliehen. Als Gründer des Dorfs, das nach 1330 Peterswald und nach 1820 Peterswalde hieß, war ein gewisser Peter (polnisch Piotr), der dem Ort dann auch den Namen gab. Während der Kriegshandlungen in den Jahren 1519 bis 521 und 1626 bis 1629 wurde das Dorf jeweils zerstört und nur unter Mühen wieder aufgebaut.
Am 18. Juni 1874 wurde Peterswalde Amtsdorf und damit namensgebend für einen Amtsbezirk im ostpreußischen Kreis Braunsberg, Regierungsbezirk Königsberg. Er bestand bis 1945. Im Jahre 1910 zählte das Dorf Peterswalde 380 Einwohner.
Die Landgemeinde Peterswalde bekam am 17. Oktober 1928 „Zuwachs“, als die Nachbarorte Klein Klaussitten (polnisch Kłusity Małe) und Nallaben (Nałaby) eingemeindet wurden.
Die Zahl der Einwohner der auf diese Weise neu formierten Gemeinde belief sich 1933 auf 372 und 1939 auf 399.
In Kriegsfolge kam Peterswalde 1945 mit dem gesamten südlichen Ostpreußen zu Polen. Das Dorf erhielt die polnische Namensform „Piotrowiec“ und ist heute eine Ortschaft im Verbund der Gmina Pieniężno (Stadt- und Landgemeinde Mehlsack) im Powiat Braniewski (Kreis Braunsberg), von 1975 bis 1998 der Woiwodschaft Elbląg, seither der Woiwodschaft Ermland-Masuren zugehörig.

### Amtsbezirk Peterswalde (1874–1945)
Zum Amtsbezirk Peterswalde gehörten anfangs zehn Orte. Aufgrund struktureller Veränderungen waren es am Ende noch sechs:
| Deutscher Name    | Polnischer Name | Anmerkungen                                        |
| ----------------- | --------------- | -------------------------------------------------- |
| Engelswalde (LG)  | Sawity          |                                                    |
| Engelswalde (GB)  |                 | 1928 in die Landgemeinde Engelswalde eingegliedert |
| Gauden            | Gaudyny         |                                                    |
| Kirschienen       | Kiersiny        |                                                    |
| Klein Klaussitten | Kłusity Małe    | 1928 nach Peterswalde eingemeindet                 |
| Lilienthal        | Białczyn        |                                                    |
| Nallaben          | Nałaby          | 1928 nach Peterswalde eingemeindet                 |
| Palten            | Posady          | 1928 nach Kirschienen eingemeindet                 |
| Peterswalde       | Piotrowiec      |                                                    |
| Rosenwalde        | Wola Wilknicka  |                                                    |

Im Jahre 1945 bildeten nur noch die Gemeinden Engelswalde, Gauden, Kirschienen,  Lilienthal, Peterswalde und Rosenwalde den Amtsbezirk Peterswalde.

## Religion
Eine erste Kirche wurde in Petirswalde im 14. Jahrhundert gebaut. 

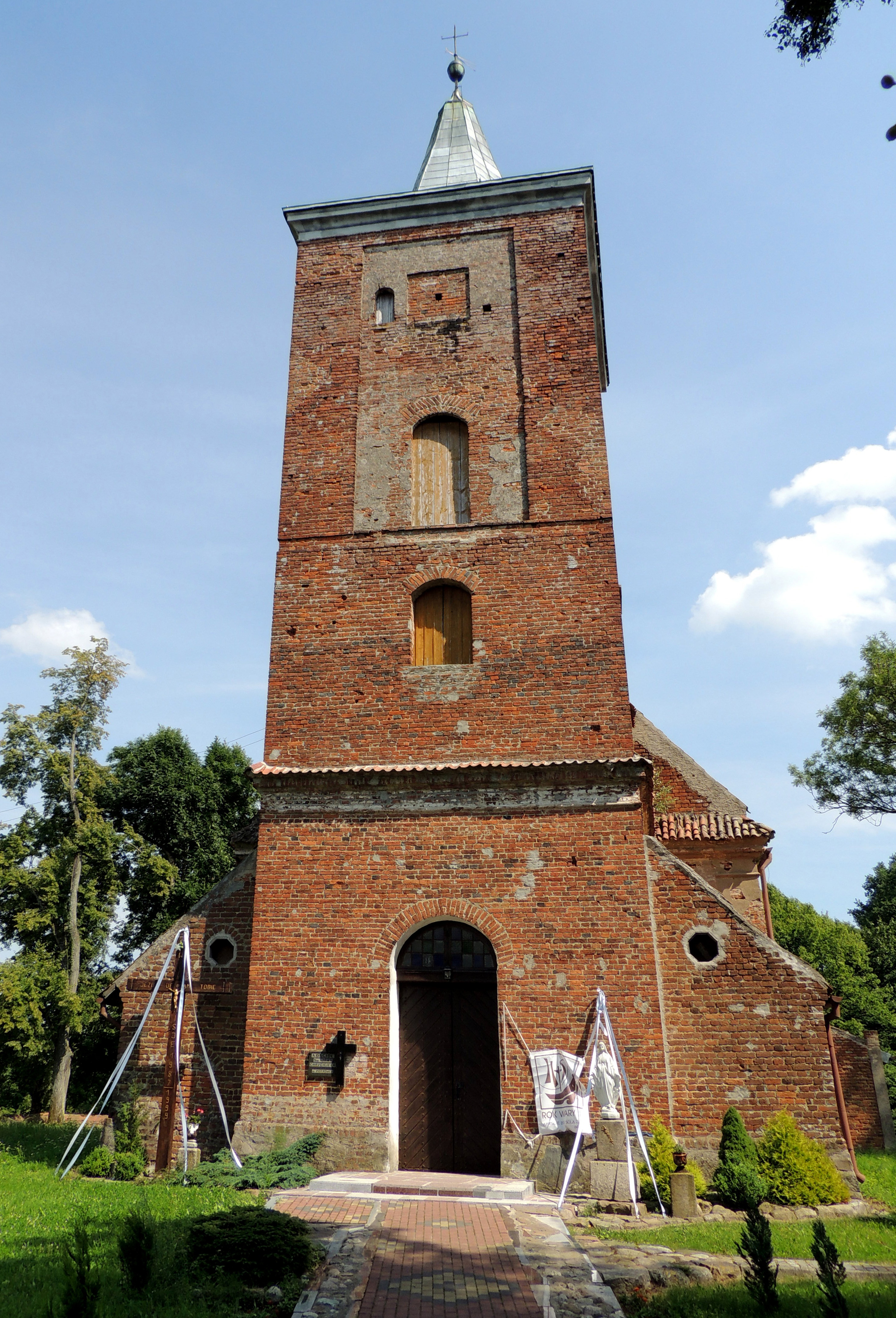
Der massive Westturm der Kirche

### Römisch-katholische Kirche
1581 brannte das dann römisch-katholische Gotteshaus ab. Eine zweite Kirche wurde 1589 errichtet, eine dritte im Jahre 1771. Sie erhielt 1772 die Weihe. 1829 wurde ein Turm angebaut. Erneut zerstörte 1945 die Kirche, die in den Jahren 18956 bis 1959 wieder aufgebaut wurde.
Bei der heutigen Johannes dem Täufer gewidmeten Kirche handel es sich um einen Backsteinbau. Von alter Ausstattung sind noch Teile des Hauptaltars um 1700 sowie Teile der Seitenaltäre aus dem zweiten Hälfte des 19. Jahrhunderts erhalten. In der Kirche befindet sich ein Taufbecken aus Granit aus dem 15. Jahrhundert.
Die römisch-katholische Pfarrei in Piotrowiec ist seit 2022 dem Dekanat Orneta (vorher: Dekanat Pieniężno) zugeordnet, das seinerseits dem Erzbistum Ermland zugehört. Acht Orte gehören zu der Pfarrei:
| Polnischer Name | Deutscher Name    |  | Polnischer Name | Deutscher Name |
| --------------- | ----------------- |  | --------------- | -------------- |
| Białczyn        | Lilienthal        |  | Nałaby          | Nallaben       |
| Gaudyny         | Gauden            |  | Piotrowiec      | Peterswalde    |
| Kiersiny        | Kirschienen       |  | Posady          | Palten         |
| Kłusity Małe    | Klein Klaussitten |  | Wola Wilknicka  | Rosenwalde     |

### Evangelische Kirche
Peterswalde war und Piotrowiec ist kein evangelischer Kirchort. Bis 1945 war das Dorf in das Kirchspiel der Pfarrkirche Mehlsack (Pieniężno)  in der Kirchenprovinz Ostpreußen der Kirche der Altpreußischen Union eingegliedert. Heute gehört das Dorf zur Diözese Masuren der Evangelisch-Augsburgischen Kirche in Polen.

## Verkehr
Piotrowiec liegt an der verkehrsreichen polnischen Woiwodschaftsstraße 507 (hier in einem Abschnitt der ehemals deutschen Reichsstraße 142), die die Städte Dobre Miasto (Guttstadt), Orneta (Wormditt) und Pieniężno (Mehlsack) mit der Kreisstadt Braniewo (Braunsberg) verbindet. Außerdem verläuft eine Nebenstraße von Gaudyny (Gauden) nach Giedawy (Köllmisch Gedau) und Wołowo (Wohlau) durch Piotrowiec.

## Persönlichkeiten
- In Peterswalde wurde am 23. August 1870 Timotheus Kranich geboren. Er war ein römisch-katholischer Priester und Mönch sowie ein Dichter, der unter dem Pseudonym Peter Walde (im Anklang an den Namen des Geburtsorts) publizierte. Er starb 1947 im Kloster Beuron.
- Heldemarus Berg (1909–1943), deutscher römisch-katholischer Ordensmann, Missionar und Märtyrer

Eine Anbindung an den Bahnverkehr besteht nicht.